# Brookview
La ville de Brookview est située dans le comté de Dorchester, dans l’État du Maryland, aux États-Unis. Sa population s’élevait à 60 habitants lors du recensement de 2010, estimée à 58 habitants en 2018.

## Source
- (en) Cet article est partiellement ou en totalité issu de l’article de Wikipédia en anglais intitulé « Brookview, Maryland » (voir la liste des auteurs).